# Hasan Al
Hasan Al (født 18. juni 1972 i Sivas) er en tyrkisk-født bokser fra Danmark, bedst kendt for at have vundet titlen i EM i amatørboksning 1996.

## Amatør
Hasan Al stillede op som dansk bokser ved EM i 1996, hvor han vandt finalen mod Marian Simion. Ved Sommer-OL 1996 besejrede han Sergiy Dzindziruk men tabte senere til Simion. Han boksede for Frederiksværk Bokseklub.

## Professionelle karriere
Al blev professionel i vægtklassen mellemvægt i 1996, men forblev som professionel uden de store resultater. Han besejrede Meldrick Taylor på point i 1998. I 2001 tabte han til Carlos Baldomir, som hans eneste tabte kamp. Han trak sig tilbage fra boksningen i 2004.